# Луков (Пољска)
Луков (пољ. Łuków) град је у Пољској у Војводству лублинском. По подацима из 2012. године број становника у месту је био 30 827.

## Становништво
| 1946. | 1950. | 1960.  | 1970.  | 1980.  | 2012.  |
| ----- | ----- | ------ | ------ | ------ | ------ |
| 8.513 | 8.684 | 11.001 | 15.713 | 24.665 | 30 827 |

## Партнерски градови
- Грозни